# Paróquia Nossa Senhora do Desterro
A Paróquia Nossa Senhora do Desterro é uma igreja católica localizada no município de Mairiporã, e também é conhecida como Igreja Matriz.

## História
Em 1647, Antonio Dormendo e Arthur Aragonês construiu a antiga Capela Del Mundo.
Em 1783, quando Juqueri passa de freguesia à paróquia, a Capela é transformada em Igreja Matriz, à qual passaria nos dois séculos seguintes por diversas modificações.
Em 1841, a Capela de Juqueri ganha uma torre durante a reforma e ampliação feitas pelo padre José Mariano Macaé.
Em 14 de janeiro de 1871 foi a inauguração da igreja.
Na década de 1940 mais uma vez a Matriz é reformada.

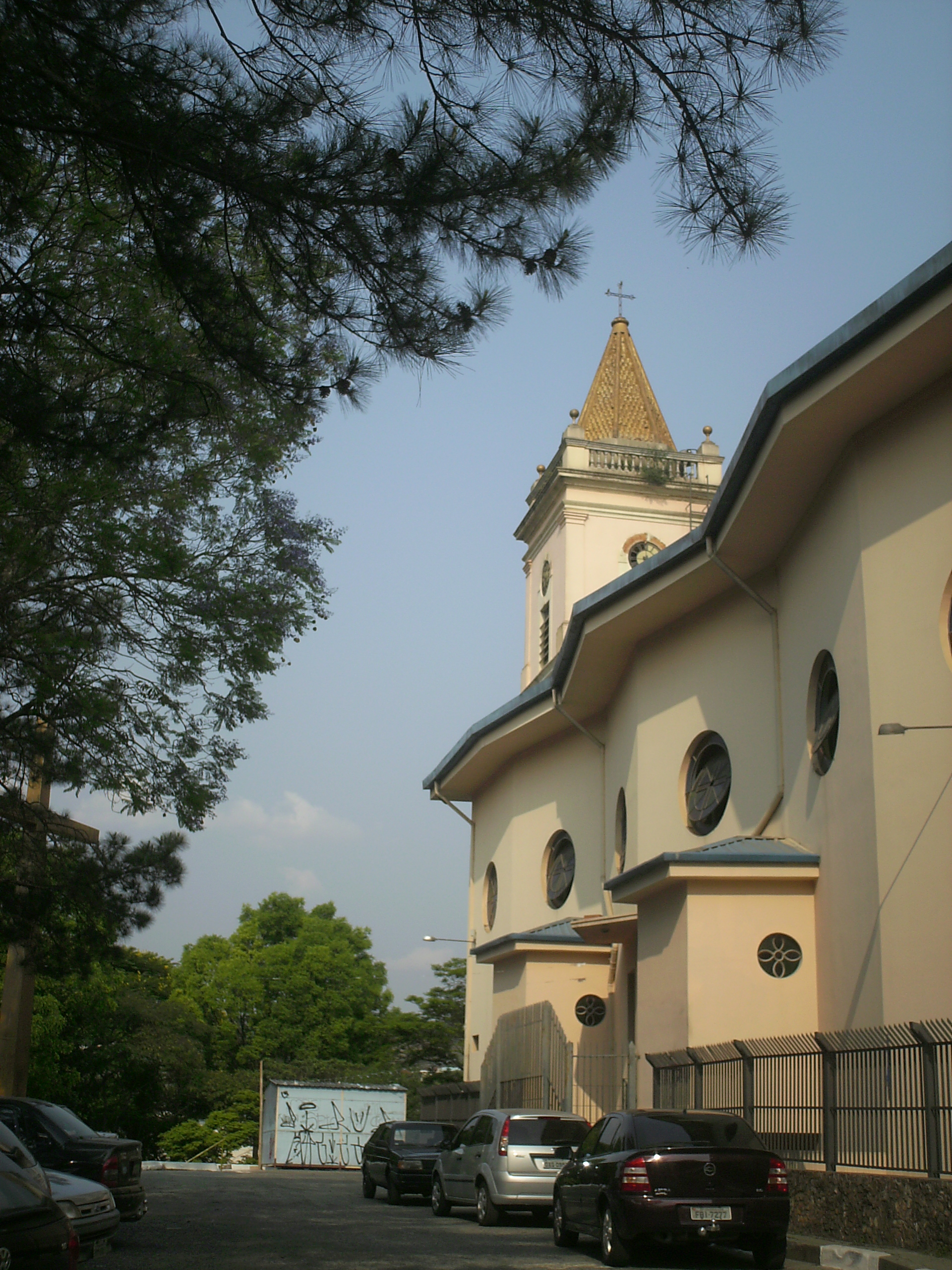

Nossa Senhora do Desterro representa a fuga de Maria, José e seus filhos para o Egito e teve como influência na sua construção para sua devoção em Mairiporã os renomados bandeirantes Amador Bueno da Ribeira e Fernão Dias Paes Leme.

## Design da Igreja
O seu interior foi várias vezes reformado, entre dezembro de 1997 e março de 1998 foi entregue pelo artista Sérgio Prata Garcia a Igreja com as paredes desenhadas, o que atendia o pedido de Dom Bruno Gamberini (na época, Bispo da Diocese de Bragança Paulista) tendo como tema o segundo sonho de São José e a fuga para o Egito, ladeando um Cristo Pantocrator.
Nas duas paredes laterais, foram pintadas na direita uma cena do Batismo de Cristo, acima da pia batismal e uma cena de Moisés abrindo o Mar Morto. Do lado esquerdo uma cena com os símbolos da liturgia: pão e vinho e paisagem com a Igreja em Mairiporã.
Quando as luzes se apagam, o véu carregado pelo anjo revela o sonho de São José, que aparece no escuro: a sagrada família atravessando o deserto rumo ao Egito.